# Таксил
Таксᴎ́л (имя при рождении, в различных вариантах, звучало как «Омфис», «Мофис», «Амбхи») — правитель индийской области Таксилы в 329—318/317 годах до н. э.
Сведения о жизни Таксила содержатся исключительно в греко-римских источниках об эпохе правления Александра Македонского и войн диадохов. Таксил, чьи владения были окружены враждебными государствами, был вынужден первым из индийских правителей признать сюзеренитет Александра, который после завоевания империи Ахеменидов планировал вторгнуться в Индию. Александр хоть и расширил владения Таксила оставил в его городе македонский гарнизон. Впоследствии, через несколько лет после смерти Александра македонский сатрап Эвдам, по одной из версий, убил Таксила и стал единоличным правителем Таксилы. По другой версии, Таксил вместе с Эвдамом организовали убийство правителя соседнего индийского государства Пора. Вскоре после гибели Эвдама в 317/316 году до н. э. власть в Таксиле получил основатель империи Маурьев Чандрагупта.

## Биография

### Происхождение. Признание власти Александра Македонского

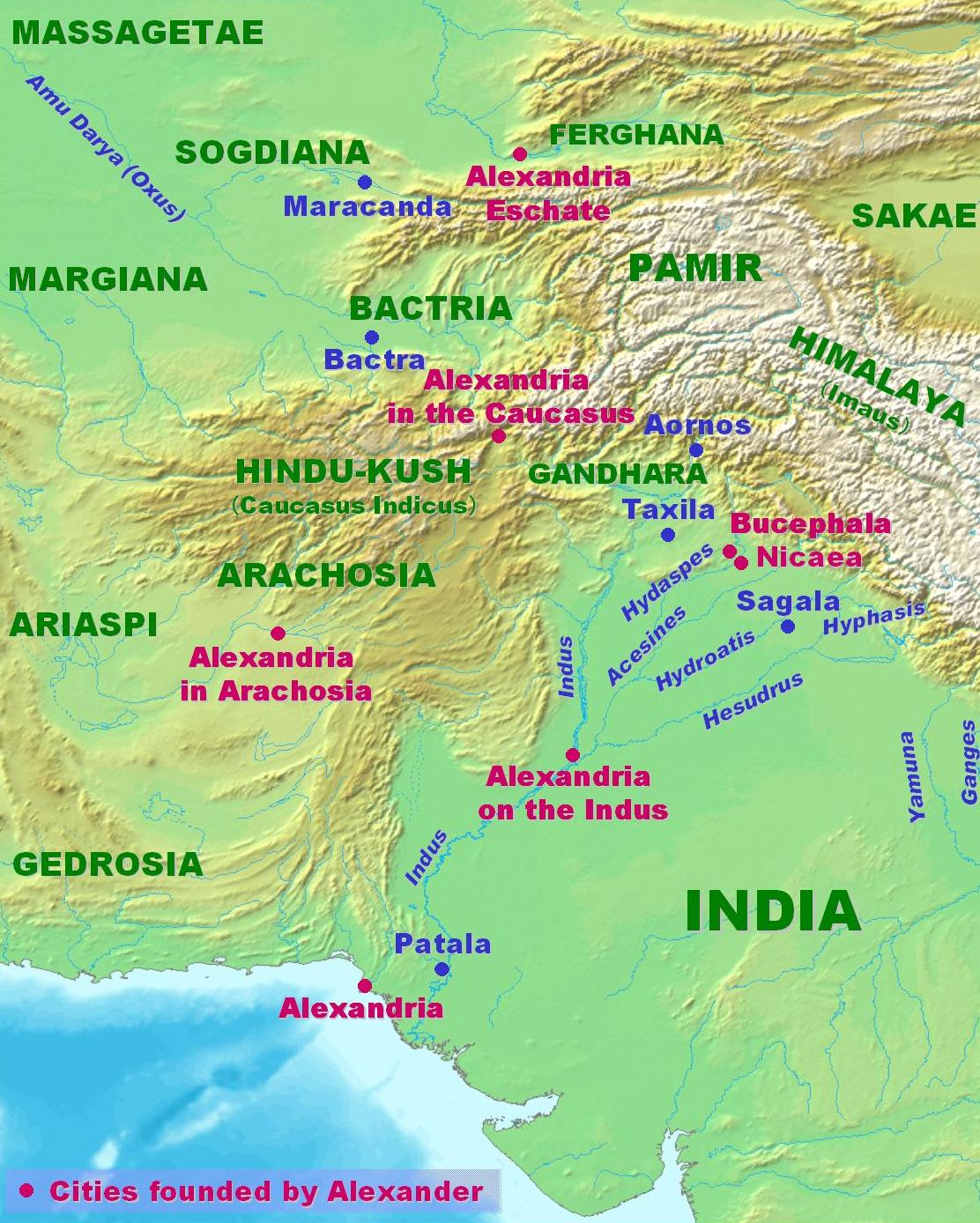
Карта северозапада Индии с обозначением географических локаций времён Александра Македонского. Таксила расположена в центре

Таксил родился в семье индийского династа Таксилы в области современного города Равалпинди в Пакистане. По традиции правитель брал имя своего государства. При рождении его звали «Мофис» или «Омфис» (в передаче на санскрите «Амбхи» санскр. अंभी). Царевич наследовал отцу, предположительно, в 329 году до н. э. Когда Александр Македонский находился в Согдиане (327 год до н. э.) и готовился начать вторжение в Индию Таксил отправил посольство к македонянам. Согласно Квинту Курцию Руфу, Омфис ещё при жизни отца считал целесообразным покориться Александру, а после воцарения отправил к нему послов с вопросом «сохранить ли ему пока царскую власть или ожидать его [Александра] прихода как частному лицу». Согласно античной легенде, описанной у Страбона со ссылкой на Онесикрита, признать власть Александра Таксила убедил философ-гимнософист Дандамид словами: «если он примет человека лучшего, то получит благо, а если худшего, то сам сделает его лучше». Согласно мнению современных историков, мотив Таксила не оказывать сопротивления Александру был более прозаичен. Таксила находилась в состоянии войны с царствами Абисара, Пора и Астиса. Появление ещё одного врага могло стать фатальным для правителя Таксилы, а в статусе вассала он мог не только сохранить власть над своей страной, но и уничтожить своих врагов. Также он надеялся сделать свои земли важным торговым центром между Индией и Македонской империей. Ожидания Таксила оправдались и Александр разрешил ему сохранить власть в своём государстве. Возможно, переговоры между Александром и Таксилом велись ещё до начала Индийского похода, а в вышеизложенных историях нашла отображение реализация ранее достигнутых договорённостей.
Таксил обеспечил провизией передовые отряды македонян под командованием Гефестиона, а затем вышел со всем своим войском навстречу Александру. Македонский царь вначале решил, что Таксил собирается напасть и приказал войску выстроиться в боевой порядок. Тогда Таксил приказал своим воинам остановиться, а сам пришпорил коня и поскакал навстречу Александру. В изложении Плутарха, Таксил предложил «не начинать войны и не вступать в битву: если Александр слабей, то пусть примет от него покровительство, если сильней, то пусть окажет ему покровительство. Александр ему ответил, что о том они и воюют, которому из двух быть покровителем и благодетелем.» Он три дня принимал у себя македонского царя, а также предоставил его войску 30 или 56 боевых слонов, 700 всадников и множество вьючных животных. Александру лично он преподнёс золотые венки, а также 80 или 200  талантов серебра (в изложении Квинта Курция Руфа и Арриана количество боевых слонов и талантов серебра разнится). Македонский царь отправил деньги обратно, добавив от себя ещё тысячу талантов. Эта щедрость, хоть и обязала нового союзника, задела самих македонян. Мелеагр во время пира опьянев поздравил царя с тем, что «тот всё-таки нашёл в Индии человека, достойного тысячи талантов». На это Александр ограничился фразой, «что завистливые люди создают большие мучения прежде всего самим себе». Также Таксил убедил присоединиться к свите Александра мудреца Калана. Однако Таксил утратил часть своих полномочий, так как Александр оставил в Таксиле воинский гарнизон под командованием «сатрапа»-стратега Филиппа.

### При Александре Македонском

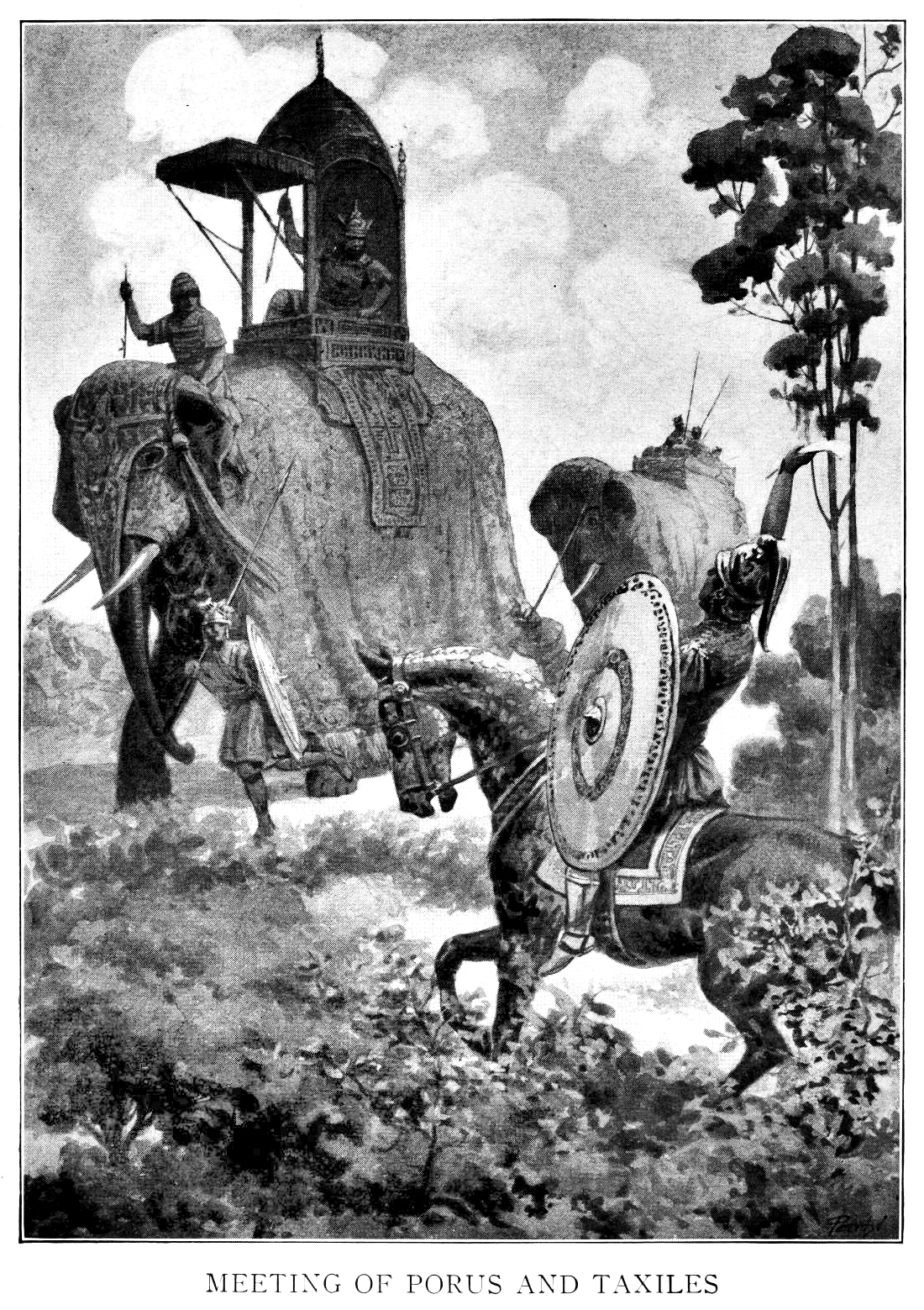
«Встреча Пора и Таксила». Гравюра 1913 года

Таксил присоединился к Александру с войском в 5 тысяч воинов. Он также получил 30 боевых слонов, которых македоняне захватили вместе с сатрапом Арахозии и Дрангианы Барсаентом. Переход Таксила на сторону македонян открыло им путь в Пенджаб. Вначале они захватили Пушкалавати, правитель которого Астис враждовал с Таксилом. Правление Певкелаотидой перешло к Сангаю, который ранее бежал от Астиса к Таксилу и тем самым приобрёл доверие Александра.
Таксил участвовал в битве на Гидаспе 326 года до н. э. вместе с македонянами против войска Пора. Вероятно, во время сражения Таксилу было поручено управлять боевыми слонами, так как македоняне не имели должного опыта использования их во время сражений. После победы Александр отправил Таксила к Пору с предложением прекратить сопротивление и сдаться на милость победителя. Согласно Арриану, когда Пор увидел своего давнего врага Таксила, то хотел метнуть в того дротик, но тот вовремя ретировался. В изложении Квинта Курция Руфа, увещевать Пора отправился брат Таксила. Проигравший царь убил его дротиком со словами: «Я узнаю брата Таксила, предателя своего родного царства». Впоследствии Александр добился примирения двух давних врагов, Пора и Таксила, путём брачного союза. Однако античные источники умалчивают кто на ком женился. Также Александр увеличил владения двух индийских правителей с тем, чтобы они создавали противовес влиянию один другого в регионе. Арриан упоминает о письме Таксила и Пора Александру при описании событий 325 года до н. э. Индийские цари сообщали, что умер правитель части Кашмира Абисар, а македонский стратег в Индии Филипп был убит заговорщиками. Согласно тексту письма, убийц казнили. На место Филиппа Александр назначил Эвдама. Также македонский царь поручил Эвдаму и Таксилу присмотреть за страной. Факт совместного письма свидетельствует, что союз между Пором и Таксилом продолжал существовать и после ухода из Индии основного войска македонян.

### После смерти Александра Македонского
После смерти Александра в 323 году до н. э. Таксил сохранил свои владения, что было подтверждено на Вавилонском и Трипарадисском разделах Македонской империи. Это было связано с тем, что занятым переделом наследия Александра македонским военачальникам было не до отдалённых индийских царств. В этом контексте остаётся неясным распределение функций между Таксилом и Эвдамом. Диодор Сицилийский назвал Эвдама виновником смерти Пора. О. Штайн предположил, что античный историк ошибся и Эвдам организовал убийство не Пора, а Таксила. По мнению историка, власть Эвдама не распространялась на владения Пора, в то время как между двумя соправителями Таксилы должны были возникнуть разногласия, которые закончились устранением Таксила. По мнению историка событие произошло в конце 318 или начале 317 года до н. э. В. Хеккель предположил, что убийство Пора Эвдамом могло быть совершено при содействии Таксила. Также Эвдам руководил воинским контингентом, который в составе объединённых сил сатрапов под командованием Эвмена сражался в битвах в Паретакене и в Габиене 317/316 года до н. э. После поражения Эвдам попал в плен к Антигону и был казнён
Как бы то ни было после гибели Эвдама в 317/316 году до н. э. власть в Таксиле получил Чандрагупта Маурья, который в ходе ожесточённых войн создал империю Маурьев.

### Исследования
- Антонова К. А., Бонгард-Левин Г. М., Котовский Г. Г. История Индии. — второе. — М.: Мысль, 1979. — 608 с.
- Гафуров Б. Г., Цибукидис Д. И. Александр Македонский и Восток. — М.: Наука, 1980.
- Дройзен И. Г. История эллинизма. История Александра Великого. — М.: Академический Проект, 2011. — 623 с. — (Технологии истории). — ISBN 978-5-8291-1304-9.
- Шахермайр Ф. Александр Македонский. — Ростов н/Д.: Феникс, 1997. — 576 с. — ISBN 5-85880-313-Х.
- Шифман И. Ш. Александр Македонский / ответственный редактор Э. Д. Фролов. — Л.: Наука, 1988. — ISBN 5-02-027233-7.
- Шофман А. С. Восточная политика Александра Македонского / Печатается по постановлению редакционно-издательского совета Казанского университета. Отв. редактор В. Д. Жигунин. — Казань: Издательство Казанского университета, 1976.
- Stein O.[нем.]. Taksiles // Paulys Realencyclopädie der classischen Altertumswissenschaft :  [нем.] / Georg Wissowa. — Stuttgart : J. B. Metzler’sche Verlagsbuchhandlung, 1934. — Bd. V A,1. — Kol. 78—85.
- Heckel W. Who's Who in the Age of Alexander and his Successors. From Chaironea to Ipsos (338—301 BC) (англ.). — Barnsley: Greenhill Books, 2021. — 554 p. — ISBN 978-1-78438-648-1.